# Хилл, Карл Иоганн Даниельсон
Карл Иоганн Даниельсон Хилл (швед. Carl Johan Danielsson Hill ; 12 января 1793, Смоланд — 25 августа 1875, Лунд) — шведский математик, педагог, профессор, доктор философии, ректор Лундского университета .

## Биография
Отец художника Карла Фредрика Хилла.
Обширная учёно-литературная деятельность Хилла началась в 1822 г. с выхода в свет его статьи «Versuche über Magnetisirung durch Reibungs-Electrizität» (Schweigger’s «Journal fur Chemie und Physik», XXXIV, 1822).
С 1827 г. — профессор физики в Стокгольмском технологическом институте, с 1830 г. — профессор математики Лундского университета. В 1834—1835 и 1844—1845 годах — ректор Лундского университета .
С 1827 г. печатал в журнале Крелля и других очень много работ, часть которых названа ниже: «Casum irreducibilem solvendi conatus» (II, 1827 и VIII, 1831); «Ueber d. Integration logarithmisch-rationaler Differentiale» (III, 1828); «De approximata seriei, juxia data funcuonis derivata dispositae, summatione» (V, 1830); «Theoremata demonsiranda et problemata resolvenda» (VII, 1831 и IX, 1832); «Exempium usus functionum iteratarum in theoria functionum integraliter transcendentium» (XI, 1834); «Analysis aequationum aliquot, functiones duplicis argumenti determinantium» (там же); «De factoribus numerorum compositorum dignoscendis» (там же); «Theorema analyticum» (XVI, 1837); «Formule générale d’intégration indefinie» (XVIII, 1838); «Fragmenta theoriae aequationum lineariter differentialium» (XXV, 1843); «De radicibus rationalibus aequationis Riccatianae etc.» (там же); «Fonctions entières а diviseurs binômes» (LXX, 1869); «Indices a modulé compose et une table d’une nouvelle espèce d. logarithmes» (там же); «En del egenskaper af summator. funct.» («Forhandlinger ved de skandinaviske naturforskeres Möder», VIII, I860); «Om en akers medelafsiånd från hemmet» (Stockholm, «Akad. Handl», 1849); «Om qvadraiur» (Stockholm, «Vetenskapsakad. Ofversigt», XHL 1856); «Om Bernoullis série» (там же, XIV, 1857); «Hogre eqvationers construct.» (там же, XIX, 1862); «Forme des racines numériquement déterminées» (Upsala, «Nova Acta», II, 1856); «Afhandl. om tals visare til sammansatta, delare (indices а module composé)» («Acta Universitatis», Luud, 1, 1864); «De proprietatibus seriei harmonic, cum quadam hujus tabula» (там же, III, 1866); «De functionibus rationaliter logarithmicis integrandis et speciatim de derivatis lammatum» (там, же, IV, 1867); «Forme gén. de développement etintégrat. défin.» (там же, VI, 1869). В виде отдельных изданий вышли следующие его сочинения: «Speeimen exercitii analytici, functionem integralem secundum amplitudinem, tum secundum modulum comparandi modum exhibentis» (Лунд, 1830); «Introductio in elementorum functionum ellipticarum theoriam» (там же, 1835); «Regulae derivandi et differentiandi genérales» (там же. 1841); «Matheseos universalis formulae fundamentales» (там же, 1841); «Om Quadrattabellernas bruk till imaginär rotutdragning» (там же, 1853);«Om Quadrattabellernas bruk till numeriska Equationers lösning» (там же, 1853 и 1854); «Om numeriska Equationers lösning genom couvergenta operationer» (там же, 1δ53); «Introductio in elementarem functionem ellipticarum theoriam» (там же, 1853 и 1854); «Matheseos fundamenta nova analytica» (Лунд, и П., I860 и 1868).
Помимо прочего Хилл работал с кубическими уравнениями. Изучал уравнения вида{\displaystyle x^{3}-3ax^{2}-3x+a=0}
Истории математики он, наряду с глубоким изучением творений Диофанта, посвятил следующие свои сочинения: «Conatuum theoriam linearum parallelarum stabiliendi praecipuorum brevis recensio» (Лунд, 1835—50); «Nagra historisk-matematiska anmärkningar» («Forhandlinger ved de skandinaviske naturforskeres Möder», V, 1847); «Bidrag till binomial-theoremets historia» (Promotionsprogramm, Lundae, 1850); «Några ord om Erland Sam. Brings reduktion af 5: te gradens eqvation» («Vetenskapsakad. öfversigt», Стокгольм, XVIII, 1861).
В 1848 году был избран членом Шведской королевской академии наук.
Похоронен на Восточном кладбище в Лунде.